# Video for Windows
Video for Windows（ビデオ・フォー・ウィンドウズ）とは、マイクロソフトが開発した、Windows 3.1上で動画を再生するためのソフトウェアおよびそれを使用するためのAPI、そしてコーデックのパッケージである。略称はVfWまたはVFW。

## 概要
Windows 3.1では、標準でPCM音源による音声を出力することができたが、動画の再生は対応していなかった。そこで1994年に、映像と音声をそれぞれ個別に格納するAVI形式にて再生ができるソフトウェア群と、複数の映像ならびに音声コーデックを開発、配布した。この中には、標準で装備されているメディアプレーヤのバージョンアップも含まれていた。
同時期には、Apple Computer（現：アップル）からも、Macintoshの動画再生プログラム、QuickTime形式のファイルを再生できるQuickTime for Windowsも配布され、特にMac向けのCD-ROMソフトをWindowsに移植したものを中心に利用されていった。
Windows 95およびWindows NT 4.0からは標準コンポーネントとして搭載されている。
現在では、VfWに代わる動画処理APIとしてDirectShowやMedia Foundationが存在する。